# 드라간 보슈코비치
드라간 보슈코비치 (Dragan Boškovic, 1985년 12월 27일 ~ )는 몬테네그로의 전 축구 선수로, 현역 시절 포지션은 공격수였다.

## 선수 경력
2012년 드라간 보슈코비치는 아이슬란드와의 친선 경기를 위해 몬테네그로 축구 국가대표팀에 소집되었으며, 이 경기에 출장하여 A매치 데뷔전을 치렀다.
타이 리그 2017 시즌 방콕 유나이티드 FC에서 38골을 몰아치며, 득점왕에 올라섰다.

## 수상

### 개인

#### 방콕 유나이티드 FC
- 타이 리그 득점왕 : 2017